# Trierarquia
Una trierarquia era un tipus d'obligació litúrgica militar, un deute semblant a un impost en els més rics a l'antiga Atenes. Les persones en qui requeia el deure s'anomenaven trierarques. El trierarca era responsable de l'equipament, el manteniment, l'operació i el lideratge dels vaixells de guerra coneguts com a trirrems; l'Estat subministrava el buc i el pal del vaixell. La responsabilitat podia recaure sobre una persona o ser compartida, en aquest cas, era coneguda com a sintrierarquia. El cost d'una trierarquia sencera no era menys de 40 mines ni més d'un talent, amb la mitjana sent de 50 mines. El pes de la trierarquia era prou gran perquè durant diversos anys no es pogués gravar cap altra litúrgia al mateix any o al següent.